# 1968年夏季残疾人奥林匹克运动会西班牙代表团
1968年夏季残疾人奥林匹克运动会西班牙代表团是西班牙派出的1968年夏季残疾人奥林匹克运动会代表团。获得3枚银牌和1枚铜牌。